# Cantaderas
 (juin 2023).
Cantaderas est un groupe vocal féminin espagnol qui se consacre à la reprise de musique ancienne, chantée par les femmes (cantaderas), et d'autres chansons de la tradition musicale vocale.

## Histoire
Cantaderas est composé d'Ana Arnaz de Hoyos, Paloma Gutiérrez del Arroyo, June Telletxea García et Anne Marie Lablaude. Toutes formées à la musique médiévale, elles ont développé séparément leur carrière professionnelle dans différents centres européens. Le nom du groupe est un hommage aux chanteurs professionnels médiévaux connus sous le nom de cantaderas,. Bien que vivant dans différentes villes européennes, elles se sont réunies pour se lancer dans l'interprétation et mettre ainsi en pratique leurs découvertes théoriques
En se basant sur les recueils de chants collectés à la fin des XIXe et XXe siècles par des auteurs tels que Manuel García Matos ou Kurt Schlindler, elles appliquent leurs connaissances de la musique médiévale, combinant musique traditionnelle et musique ancienne, et peuvent ainsi interpréter des répertoires médiévaux tels que les Cantigas de Santa María, les cantigas de amigo ou les compositions des troubadours. Elles sont accompagnées par différents instruments de percussion, tambourins et tambourins carrés.

## Répertoire
La chanson Devota Fecunditas, basée sur les rituels de fertilité et les pratiques paraliturgiques de la tradition. Composés sur des pièces populaires encore vivantes, en castillan et en bable, et sur les Cantigas de Santa María en portugais galicien.  Catharsis est dédiée à l'une des périodes les plus importantes du cycle liturgique, la Semaine sainte. Le répertoire médiéval choisi est le Manuscrit de Florence (1240).
As festas do anno se concentre sur les dernières cantigas du Codex Princeps de l'Escorial, écrites pour être chantées lors de certaines fêtes de l'année : l'Épiphanie, l'Annonciation, l'Ascension, l'Assomption et la fête du mois de mai (dédiée à la Vierge), ainsi que sur des morceaux de la tradition orale de la péninsule qui s'y rapportent. Leyendo el Libro de los Cielos, dans lequel ils établissent un dialogue entre le chant religieux des IXe – XIIe siècles et celui de la tradition orale recueillie au début du XXe siècle dans la péninsule ibérique. L'œuvre de Cantaderas cherche ainsi à mettre en évidence les caractéristiques communes de deux répertoires musicaux éloignés dans le temps en les faisant dialoguer.

## Faits marquants
Les 17 et 18 juin 2017. Colloque « Femmes et folklore » à la Fondation Joaquín Díaz, Devota Fecunditas. Le 2 septembre 2017, elles jouent au concert au Festival de musique ancienne Voix et route romaines. Le 26 mai 2018, elles font un concert à la Fundación Juan March, Devota Fecunditas. Le 22 et 23 septembre 2018, elles jouent au concert au Festival International de Musique Via Astern au Mont Saint-Michel : As festas do anno. Le 23 juin 2019, elles représentent de Catharsis à la Kleinhünningen Dorfkirche (Bâle) lors du concert annuel organisé par Stimmen 4057. Le groupe a bénéficié de la collaboration d'Araceli Fernández (chant, batterie) et de Lucía Pérez (cornemuse, batterie). Du 1er au 20 septembre 2019, concert au Festival Espazos Sonoros dans l'église Santa Liberada à Bayonne avec le programme Catharsis. Le 19 septembre 2020, elles se présentent au Festival Voix et route romaine du programme La Rosa de los vientos. Le 8 juillet 2021, elles font une lecture du Libro de los Cielos avec exposé explicatif.

## Discographie

### Albums studio
- 2020 : As festas do anno (Arion)[8]